# Noroeste do Alabama
O Noroeste do Alabama é uma região do estado do Alabama, EUA. Compreende as cidades de Decatur, Florence, Russellvile e áreas adjacentes do estado do Alabama. A inclusão de condados variam, apenas consistindo na Área metropolitana de Decatur e a Área metropolitana de Florence-Muscle Shoals. Às vezes a cidade de Athens e porções ocidentais da Área metropolitana de Huntsville são incluídas. A população da região é de 450.525 habitantes.

## Localidades

### Áreas metropolitanas
- Área metropolitana de Decatur
- Área metropolitana de Florence-Muscle Shoals

### Grandes Cidades
- Decatur
- Florence
- Hartselle
- Muscle Shoals
- Sheffield

### Condados
- Morgan
- Lauderdale
- Limestone
- Colbert
- Lawrence
- Franklin
- Marion
- Winston